# 彬州东站
彬州东站，位于中华人民共和国陕西省咸阳市彬州市，是银西高速铁路上的高铁站，于2020年12月26日启用。

## 車站周邊
- 福银高速公路
- 彬州站

## 歷史
- 2020年12月26日启用。

## 外部連結
- 中国铁路客户服务中心 （页面存档备份，存于）